# Beija-flor-de-barriga-branca
Colibri-de-peito-branco-atlântico ou beija-flor-de-barriga-branca (Chrysuronia leucogaster) (nome científico: Chrysuronia leucogaster) é uma espécie de ave da família Trochilidae. É encontrado do nordeste da Venezuela, nas Guianas e, no Brasil, até São Luís, no Maranhão. Há uma população disjunta presente no sul da Bahia.

## Características
O beija-flor-de-barriga-branca mede cerca de 10 centímetros de comprimento, possui um bico reto com a base da mandíbula rosada, partes inferiores brancas imaculadas, mancha pós-ocular branca, além de fronte e face verde-brilhante.

## Subespécies
São reconhecidas duas subespécies:
- Amazilia leucogaster leucogaster (Gmelin, 1788) - ocorre do Leste da Venezuela até as Guianas e o Norte do Brasil;
- Amazilia leucogaster bahiae (Hartert, 1899) - ocorre na costa Nordeste do Brasil, dos estados de Pernambuco até o Sul do estado da Bahia.